# Parallel Streams
Parallel Streams ist ein Musikalbum von John Butcher, Luigi Marino und Mark Wastell. Die im Februar 2024 im Exploratorium Berlin entstandenen Aufnahmen erschienen am 6. August 2024 auf dem Label Confront.

## Hintergrund
Auf dem Album spielt der Saxophonist John Butcher mit dem Perkussionisten Luigi Marino (an Becken, persischem Zarb und Feedback-Geräten) und Mark Wastell (Betreiber des Labels Confront) an der Perkussion. Aufgenommen wurde das Konzert beim internationalen Symposium Musicians' Perspectives on Improvisation im Exploratorium Berlin im Februar 2024. Butcher, Wastell und Marino trafen sich zum ersten Mal als Trio in der Kapelle des St. Margaret House in Bethnal Green, London. Marino und Wastell nahmen zuvor mit Wastells großem Ensemble The Seen und später als Duo auf.

## Titelliste
- John Butcher / Luigi Marino / Mark Wastell – Parallel Streams (Confront Core 47)[1]

1. Parallel Streams: First 8:07
2. Parallel Streams: Second 4:46
3. Parallel Streams: Third 28:37
4. Parallel Streams: Addition 3:06

## Rezeption
Das Trio mit Butcher würde erforschen, wie die ätherischen Schallwellen des Saxophonisten und seine erweiterten Atemtechniken mit ihren kurzen und fragmentierten perkussiven Klängen mit den Resonanzoberflächen der Schlaginstrumente von Marino und Wastell korrespondieren und diese stimulieren und atmosphärische, sich ständig verändernde und formende, größere Resonanzräume erzeugen, schrieb Eyal Hareuveni in Salt Peanuts.  Solche Resonanzräume, ungewöhnlichen Orte und unkonventionellen akustischen Instrumentierungen seien Butchers langjähriges Interesse. Die vier Resonanzräume von Parallel Streams und insbesondere der 29-minütige dritte Raum würden die Zuhörer einladen, in ihre tiefen und zarten, geheimnisvollen und fantasievollen Resonanzen einzutauchen.